# Brett Ratner
Brett Ratner (Miami Beach, Florida; 28 de marzo de 1969) es un productor de cine, director de cine y director de vídeos musicales estadounidenses, licenciado en cine por la Universidad de Nueva York.

## Biografía
Brett Ratner nació en Miami Beach y es hijo de una mujer de la alta sociedad de Miami, y nieto de Fanita y Mario Pressman, este último fue un estimado médico radiólogo. La familia de Brett Ratner es de ascendencia cubano-estadounidense, establecida en Miami Beach. Brett Ratner tiene adoración por sus abuelos, quienes fueron piedra angular en su vida desde la infancia y quienes han vivido con él en Beverly Hills, California. Ratner comenzó su carrera al dirigir vídeos musicales antes de alcanzar el éxito comercial con la comedia de acción Rush Hour donde participaban Jackie Chan y Chris Tucker, los cuales también salieron en Rush Hour 2.
Entre las muchas conferencias donde Ratner ha sido invitado es en la New York Film Academy, su alma mater. La exitosa carrera de Brett Ratner lo ha llevado a poder financiar, mediante su compañía RatPack Entertainment, más de $450 millones en filmes con la Warner Brothers, cargado del ingenio y profesionalidad de Brett Ratner.

## Controversias

### 84 ° Premios de la Academia
Debido al reconocimiento del gran talento y el gran éxito de Brett Ratner como Productor y Director, el 4 de agosto de 2011, la prestigiosa Academia de las Artes y las Ciencias Cinematográficas anunció que le había escogido para producir los 84 ° Premios de la Academia con Don Mischer. Sin embargo, Ratner renunció el 8 de noviembre de 2011 después de señalar, que "el ensayo es para maricones". Ratner posteriormente se disculpó por su comentario. Eddie Murphy, quien estaba programado para ser el anfitrión de la ceremonia, también renunció en deferencia a un nuevo equipo de producción. Ratner fue reemplazado por Brian Grazer, y Murphy fue reemplazado por el anfitrión anterior de los Oscars, Billy Crystal.

### Acusaciones de acoso
En octubre de 2017, una exempleada de una agencia de talentos acusó a Ratner de violación. El 1 de noviembre de 2017, seis mujeres, entre ellas Olivia Munn y Natasha Henstridge, junto con el actor Elliot Page (en ese entonces Ellen Page) acusaron a Ratner de conducta sexual inapropiada y acoso, así como seguir a una actriz a un baño sin invitación y masturbarse cuando otra persona ingresaba a su vestuario para llevarle comida.
La periodista Danielle Berrin describió haber sido acosada sexualmente de manera reiterada por Ratner mientras escribía un reportaje sobre él en 2008 para The Jewish Journal, así como en un artículo posterior para el mismo en 2011. La actriz Sarah Shahi declaró haber sido acosada en varias ocasiones durante la filmación de Rush Hour 3 (2007).
En noviembre de 2017, Ratner anunció que estaba "[alejándose] de todas las actividades relacionadas con Warner Bros".

### Demanda judicial
Ratner por su parte, presentó una demanda por difamación el 1 de noviembre de 2017, acusando a Melanie Kohler de dañar su reputación al escribir una publicación en Facebook en la que lo acusó de violarla. Los abogados de Kohler instaron al juez a desestimar el caso, pero la moción de denegación del abogado de esa mujer fue denegada en febrero de 2018.

## Filmografía

### Cine y televisión
| Año  | Título                           | Tipo                | Notas                       |
| ---- | -------------------------------- | ------------------- | --------------------------- |
| 1990 | Whatever Happened to Mason Reese | Cortometraje        | Director/Productor/Escritor |
| 1997 | Money Talks                      | Largometraje        | Director                    |
| 1998 | Rush Hour                        | Largometraje        | Director                    |
| 2000 | The Family Man                   | Largometraje        | Director                    |
| 2001 | Rush Hour 2                      | Largometraje        | Director                    |
| 2002 | Red Dragon                       | Largometraje        | Director                    |
| 2004 | After the Sunset                 | Largometraje        | Director                    |
| 2005 | Prison Break (Piloto)            | Serie de televisión | Director                    |
| 2006 | X-Men: The Last Stand            | Largometraje        | Director                    |
| 2006 | Becker Hargrove, Inc.            | Cortometraje        | Productor                   |
| 2007 | Rush Hour 3                      | Largometraje        | Director                    |
| 2009 | New York, I Love You             | Largometraje        | Director                    |
| 2010 | Kites:The Remix                  | Largometraje        | Editor                      |
| 2011 | Brother's Grimm: Snow White      | Largometraje        | Director                    |
| 2011 | Tower Heist                      | Largometraje        | Director                    |
| 2011 | Mother's Day                     | Largometraje        | Productor                   |
| 2012 | Mirror Mirror                    | Largometraje        | Productor                   |
| 2013 | Movie 43                         | Largometraje        | Director                    |
| 2014 | Hércules                         | Largometraje        | Director                    |
| 2015 | El renacido                      | Largometraje        | Productor                   |

### Videos musicales
| Año  | Título                                                       | Artista                               | Notas    |
| ---- | ------------------------------------------------------------ | ------------------------------------- | -------- |
| 1993 | "Rat Bastard"                                                | Prime Minister Pete Nice & Daddy Rich | Director |
| 1993 | "Kick the Bobo"                                              | Prime Minister Pete Nice & Daddy Rich | Director |
| 1993 | "Tonight's da Night"                                         | Redman                                | Director |
| 1993 | "Pink Cookies In a Plastic Bag Getting Crushed By Buildings" | LL Cool J                             | Director |
| 1994 | "Nuttin' But Love"                                           | Heavy D and the Boyz                  | Director |
| 1997 | "Triumph"                                                    | Wu-Tang Clan                          | Director |
| 1998 | "I Still Believe"                                            | Mariah Carey                          | Director |
| 1999 | "Beautiful Stranger"                                         | Madonna                               | Director |
| 1999 | "Heartbreaker"                                               | Mariah Carey                          | Director |
| 2000 | "Thank God I Found You"                                      | Mariah Carey                          | Director |
| 2001 | "Diddy"                                                      | P. Diddy                              | Director |
| 2005 | "It's Like That"                                             | Mariah Carey                          | Director |
| 2005 | "We Belong Together"                                         | Mariah Carey                          | Director |
| 2005 | "These Boots Are Made for Walkin'"                           | Jessica Simpson                       | Director |
| 2006 | "Say Somethin'"                                              | Mariah Carey                          | Director |
| 2006 | "A Public Affair"                                            | Jessica Simpson                       | Director |
| 2006 | "Samantha"                                                   | Courtney Love                         | Director |
| 2008 | "7 Things"                                                   | Miley Cyrus                           | Director |
| 2008 | "Touch My Body"                                              | Mariah Carey                          | Director |
| 2008 | "Just Like Me"                                               | Jamie Foxx                            | Director |
| 2009 | "Obsessed"                                                   | Mariah Carey                          | Director |
| 2009 | "H.A.T.E.U."                                                 | Mariah Carey                          | Director |
| 2012 | "Follow the Leader"                                          | Jennifer Lopez & Wisin and Yandel     | Director |